# Juan García Esquivel
Juan García Esquivel, noto anche semplicemente come Esquivel o Esquivel! (Tampico, 20 gennaio 1918 – Jiutepec, 3 gennaio 2002), è stato un compositore e pianista messicano.
Oltre ad essere considerato il maggiore esponente dello Space age pop (noto anche come Space Age Bachelor Pad Music), uno stile musicale emerso lungo la fine degli anni cinquanta, Esquivel riuscì, secondo le testimonianze, a "trasformare la figura e il profilo professionale dell'arrangiatore d'orchestra in una sorta di alchimista sonoro perfezionista e sofisticato, a conoscenza di tutte le innovazioni tecnologiche da sfruttare al massimo per ottenere sonorità mai ascoltate prima."

## Biografia
Esquivel nacque a Tampico (Messico) nel 1918, dove si diplomò in pianoforte, studiò composizione, arrangiamento, e imparò a dirigere le orchestre. Successivamente iniziò a lavorare come arrangiatore e showman durante le esibizioni nelle sale da ballo e da concerto.
Dopo essersi dedicato a comporre jingle radiofonici, attività che mise in pratica lavorando per l'emittente radio messicana XEW, Esquivel si trasferì nel 1958 ad Hollywood, città dove iniziò una collaborazione con l'etichetta RCA e registrò le canzoni presenti in Other Worlds Other Sounds. Durante le sessioni di quell'album, durate alcune ore, Esquivel ebbe tempo a sufficienza per comporre altri brani raccolti in un altro disco che verrà intitolato Four Corners of the World.
Nel 1962 pubblicò l'album Latin-Esque che, oltre ad essere considerato uno dei suoi capolavori, introdusse alcune innovazioni nell'utilizzo delle tecnologie di registrazione stereofoniche. Durante l'anno seguente iniziò a registrare la propria musica anche durante le sue esibizioni dal vivo, tutte caratterizzate da forti presenze sceniche, balli e coreografie elaborate. Dopo aver composto dodici album per la RCA, incluso More of Other Worlds, Other Sounds che non venne mai pubblicato, Esquivel ruppe il contratto con la casa discografica nel 1968.
Gli anni sessanta segnarono di fatto il momento di maggiore popolarità del musicista.
In seguito allo scioglimento della sua orchestra avvenuto durante gli anni settanta, Esquivel ritornò in Messico riprendendo la propria attività di compositore di colonne sonore televisive e cinematografiche. Sempre nello stesso periodo compose Burbujas, album pubblicato nel 1979 e contenente le tracce tratte un'omonima serie televisiva per bambini. Questa uscita vendette oltre un milione di copie.
Durante gli anni novanta, il compositore godette di una rinnovata popolarità grazie al revival della musica lounge, genere del quale fu uno dei precursori.
Morì a causa di un ictus nel 2002, all'età di ottantatré anni.

## Stile e ispirazione
Lo stile musicale di Esquivel, ispirato a compositori quali Carl Stalling, Glenn Miller, Alvino Rey e Stan Getz, è sempre stato caratterizzato dalla presenza di arrangiamenti insoliti accostati a quelli orchestrali (essi potevano includere strumenti quali l'ondioline, il theremin, il clavicembalo e strumenti musicali esotici). Oltre a presentare spesso cambi di tempo, la musica di Esquivel, che è considerata audace, incorpora ritornelli orecchiabili, generalmente cantati attraverso sillabe, espressioni accentate e borbottii. Inoltre, il musicista è stato definito da parte di Randy Van Horne:

## Discografia parziale

### Album
- 1957 - Las Tandas de Juan Garcia Esquivel (RCA Victor Mexico)
- 1957 - To Love Again (RCA Victor)
- 1958 - Cabaret Tragico (RCA Victor Mexico), registrato nel mese di aprile
- 1958 - Other Worlds Other Sounds (RCA Victor, LP)
- 1958 - Four Corners of the World (RCA Victor), registrato nel mese di dicembre
- 1959 - Exploring New Sounds in Hi-Fi/Stereo (RCA Victor), registrato nel mese di maggio
- 1959 - The Ames Brothers: Hello Amigos (RCA Victor)
- 1959 - Strings Aflame (RCA Victor), registrato nel mese di agosto
- 1959 - The Merriest of Christmas Pops (RCA Victor)
- 1960 - Infinity in Sound, Vol. 1 (RCA Victor), registrato nel mese di agosto
- 1961 - Infinity in Sound, Vol. 2 (RCA Victor), registrato nel mese di aprile
- 1962 - Latin-Esque (RCA Victor)
- 1962 - More of Other Worlds Other Sounds (Reprise Records)
- 1962 - The Living Strings: In a Mellow Mood (RCA Camden)
- 1967 - The Genius of Esquivel (RCA Victor)
- 1968 - 1968 Esquivel!! (RCA Mexico)
- 1979 - Burbujas
- 1980 - Odisea Burbujas
- 1981 - Vamos al Circo

### Raccolte
- 1994 - Space-Age Bachelor Pad Music (Bar/None Records)
- 1995 - Music From a Sparkling Planet (Bar/None Records)
- 1996 - Cabaret Mañana (BMG Entertainment)
- 1996 - Merry Christmas from the Space-Age Bachelor Pad (Bar/None Records)
- 1998 - See It in Sound (House of Hits Records), registrato nel 1960
- 2005 - The Sights and Sounds of Esquivel  (Bar/None Records)
- 2006 - Esquivel! Remixed (SonyBMG Mexico)

### Partecipazioni
- 2010 - The Unforgettable Sounds of Esquivel (con Mr. Ho's Orchestrotica)
- 2013 - Perfect Vision: The Esquivel Sound (con Metropole Orkest) (Basta Music), registrato nel mese di giugno